# NGC 5363
NGC 5363 é uma galáxia espiral (S0-a) localizada na direcção da constelação de Virgo. Possui uma declinação de +05° 15' 14" e uma ascensão recta de 13 horas, 56 minutos e 07,1 segundos.
A galáxia NGC 5363 foi descoberta em 19 de Janeiro de 1784 por William Herschel.